# Parafia św. Jana Chrzciciela w Lubrańcu
Parafia Świętego Jana Chrzciciela w Lubrańcu – rzymskokatolicka parafia położona w mieście Lubraniec. Administracyjnie należy do diecezji włocławskiej (dekanat lubraniecki). 
Obecna świątynia została zbudowana według projektu arch. Tomasz Pajzderskiego, konsekrowana 16 lipca 1909 roku przez bp. Stanisława Zdzitowieckiego.
Odpust parafialny odbywa się w uroczystość Świętego Jana Chrzciciela – 24 czerwca.

## Zasięg parafii
Do parafii należą wierni z miejscowości: Bielawy, Biernatki, Dobierzyn, Górniak, Kazanie, Kolonia, Kazanie Wieś, Kolonia Piaski, Koniec, Korzeszynek, Krowice, Lubraniec, Lubrańczyk, Ossowo, Redecz Kalny, Redecz Wielki, Siarczyce, Turowo.

## Proboszczowie i administratorzy od XX wieku
Źródło: strona parafii
- ks. Ludwik Bromirski (1860–1901)
- ks. Stanisław Muznerowski (1901–1910)
- ks. Józef Jędrychowski (1910–1918)
- ks. Gustaw Maternowski (1918–1942, uwięziony od 1941)
- ks. Stanisław Kuźmiński (1945–1955)
- ks. Józef Markowski (1955–1957)
- ks. Władysław Ulatowski (1957–1963)
- ks. Bolesław Perzyna (1963–1985)
- ks. Józef Osicki (1985–2007)
- ks. Waldemar Karasiński (od 2007)